# Glicoproteina 6-alfa-L-fucosiltransferasi
La glicoproteina 6-alfa-L-fucosiltransferasi è un enzima appartenente alla classe delle transferasi, che catalizza la seguente reazione:
GDP-L-fucosio + N4-{N-acetil-β-D-glucosamminil-(1→2)-α-D-mannosil-(1→3)-[N-acetil-β-D-glucosamminil-(1→2)-α-D-mannosil-(1→6)]-β-D-mannosil-(1→4)-N-acetil-β-D-glucosamminil-(1→4)-N-acetil-β-D-glucosamminile}asparagina ⇄ GDP + N4-{N-acetil-β-D-glucosamminil-(1→2)-α-D-mannosil-(1→3)-[N-acetil-β-D-glucosamminil-(1→2)-α-D-mannosil-(1→6)]-β-D-mannosil-(1→4)-N-acetil-β-D-glucosamminil-(1→4)-[α-L-fucosil-(1→6)]-N-acetil-β-D-glucosamminile}asparagina
Questo enzima catalizza una reazione simile a quella della glicoproteina 3-alfa-L-fucosiltransferasi (numero EC 2.4.1.214), ma trasferisce il gruppo L-fucosile dal GDP-β-L-fucosio per generare un legame α1,6, invece che un legame α1,3.